# Elecciones presidenciales de Estados Unidos de 2024 en Nueva Jersey
Las elecciones presidenciales de Estados Unidos de 2024 en Nueva Jersey se llevaron a cabo el 5 de noviembre de 2024, como parte de las elecciones presidenciales de Estados Unidos de 2024. Los votantes de Nueva Jersey eligieron a los catorce electores que los representarían en el Colegio Electoral mediante votación popular.
Como estado densamente poblado en el noreste, Nueva Jersey ha respaldado al candidato demócrata en todas las elecciones presidenciales desde 1992, y lo ha hecho consistentemente por dos dígitos a partir de 2008. En 2020, el estado superó el 57% contra el 41% para el demócrata Joe Biden. Los pronosticadores aseguraban que el estado sería claramente favorito para los demócratas.

## Resultados

### Generales
| Partido       | Partido                        | Candidato                        | Votos | %   |
| ------------- | ------------------------------ | -------------------------------- | ----- | --- |
|               | Demócrata                      | Kamala Harris                    |       |     |
|               | Republicano                    | Donald Trump                     |       |     |
|               | Libertario                     | Chase Oliver                     |       |     |
|               | Verde                          | Jill Stein                       |       |     |
|               | Constitución                   | Randall Terry                    |       |     |
|               | Socialismo y Liberación        | Claudia De la Cruz               |       |     |
|               | Socialista por la Igualdad     | Joseph Kishore                   |       |     |
|               | Socialista de los Trabajadores | Rachele Fruit                    |       |     |
|               | Independiente                  | Robert F. Kennedy Jr. (retirado) |       |     |
| Escritos      |                                |                                  |       |     |
|               |                                |                                  |       |     |
| Total         | Total                          | Total                            |       | 100 |
| Participación |                                |                                  |       |     |
| Registrados   |                                |                                  |       |     |
|               |                                |                                  |       |     |
| Fuente:       |                                |                                  |       |     |

### Por condado
|            | Harris Demócrata | Harris Demócrata | Trump Republicano | Trump Republicano | Total   | Margen   | Margen |
| Condado    | Votos            | %                | Votos             | %                 | Total   | Votos    | %      |
| ---------- | ---------------- | ---------------- | ----------------- | ----------------- | ------- | -------- | ------ |
| Atlantic   | 59,293           | 47.11            | 64,176            | 50.99             | 125,857 | -4,883   | -3.87  |
| Bergen     | 232,660          | 50.50            | 217,096           | 47.12             | 460,721 | 15,564   | 3.38   |
| Burlington | 132,275          | 57.47            | 94,116            | 40.89             | 230,183 | 38,159   | 16.58  |
| Camden     | 155,522          | 62.76            | 87,767            | 35.42             | 247,786 | 67,755   | 27.34  |
| Cape May   | 21,648           | 39.51            | 32,151            | 58.68             | 54,786  | -10,503  | -19.17 |
| Cumberland | 26,577           | 47.50            | 28,675            | 51.25             | 55,952  | -2,098   | -3.75  |
| Essex      | 224,596          | 71.69            | 83,908            | 26.78             | 331,283 | 140,688  | 41.91  |
| Gloucester | 78,708           | 47.63            | 83,326            | 50.42             | 165,263 | -4,618   | -2.79  |
| Hudson     | 144,765          | 62.34            | 79,913            | 34.41             | 232,232 | 64,852   | 27.93  |
| Hunterdon  | 36,995           | 45.52            | 42,391            | 52.16             | 81,271  | -5,396   | -6.64  |
| Mercer     | 107,558          | 65.67            | 52,274            | 31.92             | 163,748 | 55,284   | 31.91  |
| Middlesex  | 191,802          | 52.39            | 162,459           | 44.37             | 366,134 | 29,343   | 8.01   |
| Monmouth   | 156,382          | 43.25            | 197,409           | 54.59             | 361,596 | -41,027  | -11.35 |
| Morris     | 135,672          | 47.66            | 143,439           | 50.39             | 286,066 | -5,555   | -1.95  |
| Ocean      | 105,789          | 31.38            | 227,232           | 67.40             | 338,035 | -121,443 | -35.93 |
| Passaic    | 95,155           | 46.40            | 100,955           | 49.23             | 203,351 | -5,800   | -2.85  |
| Salem      | 12,236           | 39.42            | 18,227            | 58.71             | 31,044  | -5,991   | -19.30 |
| Somerset   | 98,790           | 55.39            | 74,101            | 41.55             | 178,343 | 24,689   | 13.84  |
| Sussex     | 31,008           | 36.52            | 52,121            | 61.39             | 84,904  | -21,113  | -24.87 |
| Union      | 147,327          | 60.90            | 89,063            | 36.81             | 241,923 | 58,264   | 24.08  |
| Warren     | 23,318           | 38.63            | 35,772            | 59.27             | 60,356  | -12,454  | -20.63 |

#### Volteados
| Condado    | Ciudad más grande     | Pre-elección | Pre-elección | Post-elección | Post-elección | Margen |
| Condado    | Ciudad más grande     | Partido      | Partido      | Partido       | Partido       | Margen |
| ---------- | --------------------- | ------------ | ------------ | ------------- | ------------- | ------ |
| Atlantic   | Egg Harbor Township   |              | Demócrata    |               | Republicano   | +3.87  |
| Cumberland | Vineland              |              | Demócrata    |               | Republicano   | +3.75  |
| Gloucester | Washington Township   |              | Demócrata    |               | Republicano   | +2.79  |
| Morris     | Parsippany–Troy Hills |              | Demócrata    |               | Republicano   | +1.95  |
| Passaic    | Paterson              |              | Demócrata    |               | Republicano   | +2.85  |